# Weingut Paul Kerschbaum

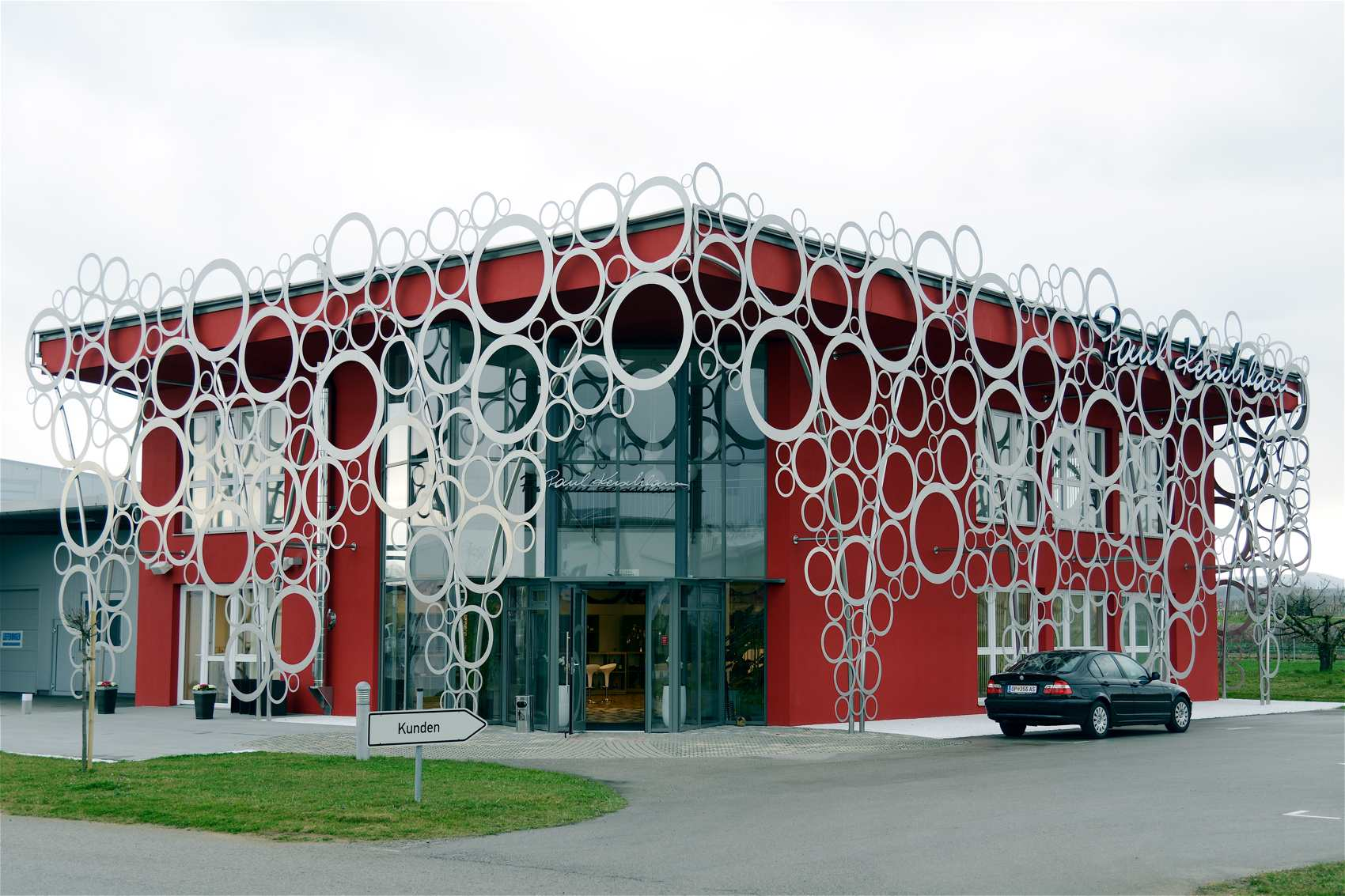
Die im Jahr 2014 eröffnete Repräsentanz des Weinguts Paul Kerschbaum in Horitschon.

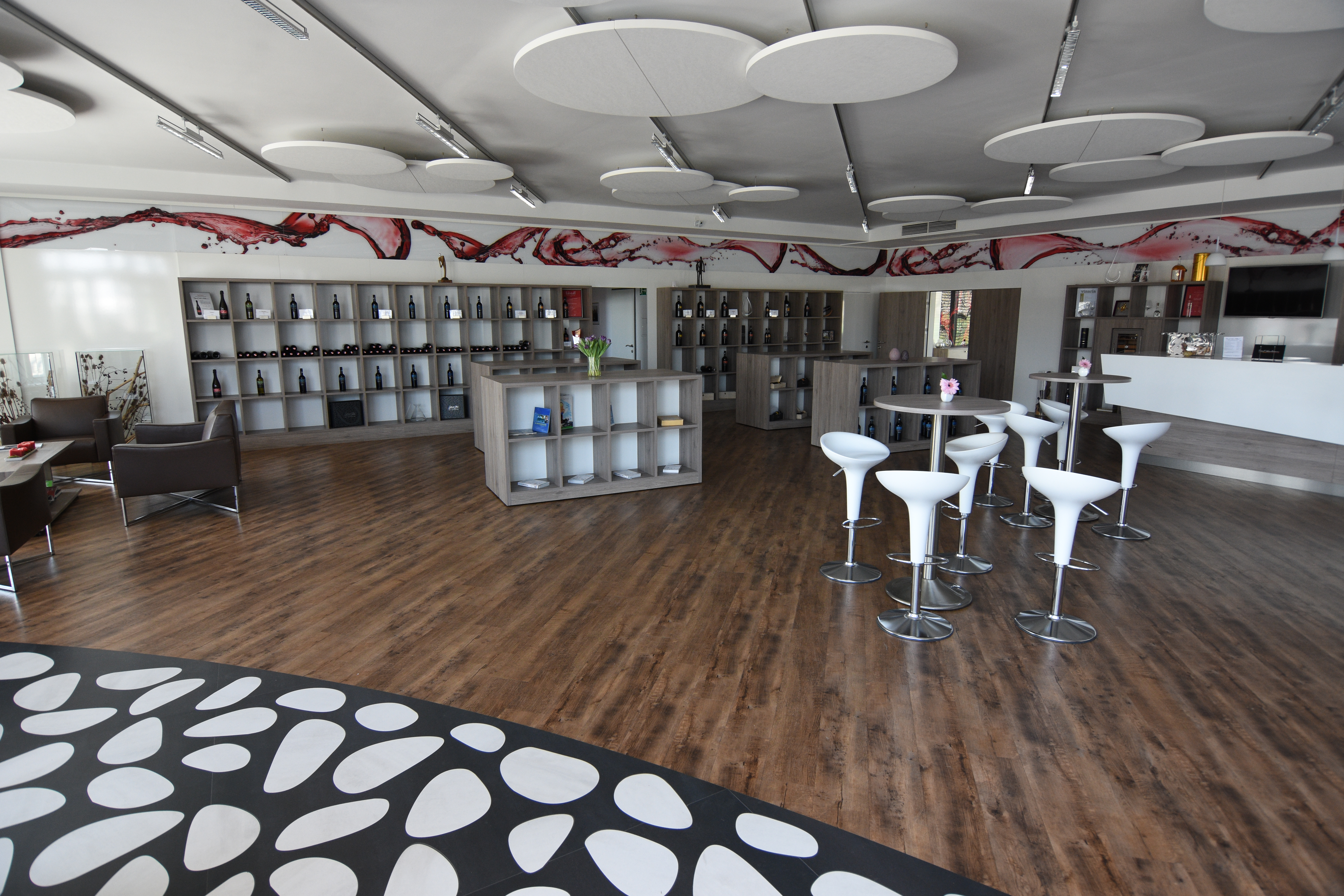
Der Innenraum

Das Weingut Paul Kerschbaum ist ein österreichisches Weingut mit Sitz in Horitschon im Weinbaugebiet Mittelburgenland.

## Geschichte

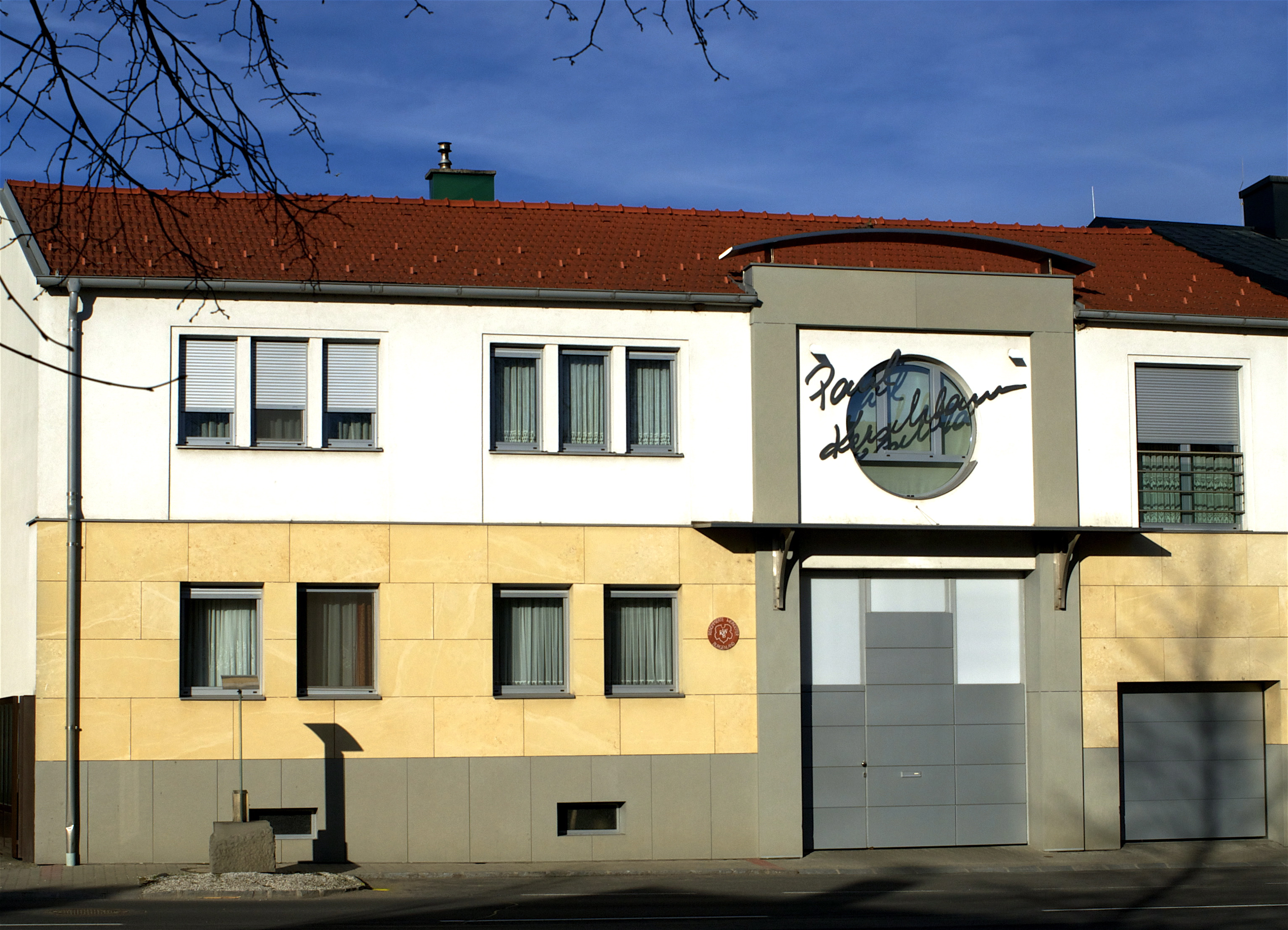
Weingut Paul Kerschbaum, Horitschon

Im Jahr 1988 entschloss sich Paul Kerschbaum, der ursprünglich die Karriere eines Profimusikers angestrebt hatte, die Betriebsnachfolge im großelterlichen Weingut anzutreten. Nach Absolvierung der Weinbauschule in Eisenstadt forcierte er die Anpassung des damals sieben Hektar Rebfläche umfassenden Weinguts an die Erfordernisse einer zeitgemäßen Wirtschaftsweise. Bereits 1989 begann er mit Flaschenfüllung und errichtete einen Fass- sowie Tankkeller samt Gärraum. Infolge seines wirtschaftlichen Erfolges war es einige Jahre darauf erforderlich, ein neues Flaschenlager sowie einen größeren Füllraum zu errichten. In der zweiten Hälfte der 1990er Jahre ließ Kerschbaum einen Barriquekeller mit einem Fassungsvermögen von 450 Barriques bauen. Bereits einige Jahre darauf erwies sich der Keller wiederum als zu klein, weshalb im Jahr 2001 neuerlich bauliche Anpassungen erforderlich wurden. Seit dieser Betriebsvergrößerung ist es Kerschbaum möglich, seine Premiumweine länger zu lagern, um sie erst nach entsprechender Flaschenreifung auf den Markt zu bringen. Im September 2014 wurde am Ortsrand von Horitschon die neue Repräsentanz des Weinguts eröffnet.
Schon kurz nach dem Einstieg von Paul Kerschbaum in den Familienbetrieb stellten sich Erfolge ein. 2001 wurde er „A la Carte-Winzer des Jahres“, im Jahr 2003 erhielt er die „Vinaria  Trophy“ und nach einer Reihe weiterer Auszeichnungen wurde er 2007 von Falstaff zum „Winzer des Jahres“ gekürt. Im Falstaff Weinguide 2013 wird Paul Kerschbaum rückblickend als einer der „Baumeister“ unter den erfolgreichen Rotweinwinzern des Mittelburgenlandes bezeichnet.
Seit dem Jahr 2011 ist Paul Kerschbaums Sohn, Michael Kerschbaum, für die Vinifikation verantwortlich, die Endabstimmung erfolgt aber nach wie vor unter Beteiligung von Paul Kerschbaum. Das Weingut Paul Kerschbaum ist Mitglied der „Renommierten Weingüter Burgenland“ (RWB).

## Rebfläche, Sorten, Weine
Die ausschließlich mit roten Rebsorten bepflanzte Rebfläche beträgt 35 Hektar (Stand 2022). Zur Anbaufläche zählen die Horitschoner Renommierlagen Dürrau und Hochäcker. Von diesen Lagen stammen reinsortige Blaufränkischweine. Zu den Premiumweinen zählen der „Blaufränkisch Dürrau“, die „Cuvée Impresario“ aus Blaufränkisch, Zweigelt, Cabernet Sauvignon und Merlot sowie die seit dem Jahrgang 1999 im Sortiment befindliche „Cuvée Kerschbaum“ aus Merlot, Cabernet Sauvignon und Blaufränkisch. Zu legendärem Ruf brachte es der reinsortig abgefüllte 1997er Cabernet Sauvignon, über den österreichische Weinexperten regelmäßig ins Schwärmen kamen. Bei einer Vergleichsverkostung mit hochrangiger österreichischer und internationaler Konkurrenz im Jahr 2006 stellte der 1997er Cabernet Sauvignon von Kerschbaum seine Langlebigkeit unter Beweis.